# 加利福尼亚州参议院
加利福尼亚州参议院（英語：California State Senate），簡稱加州參院，是美国加利福尼亞州議會的上議院，共有40名议员，每届任期4年，每兩年改選半數議席。参议院议长由副州長兼任，議長不在時則由臨時議長主持議事；现任议长为民主党籍的艾蓮妮·庫納拉基斯，于2019年1月7日上任。